# UCI Coupe des Nations U23 2010
L'UCI Coupe des Nations U23 2010 est la quatrième édition de l'UCI Coupe des Nations U23. Elle est réservée aux cyclistes de sélection nationales de moins de 23 ans. Elle est organisée par l'Union cycliste internationale et fait partie du calendrier des circuits continentaux. La Slovénie succède à la France et devient la première nation à remporter à deux reprises le classement final, après 2007.

## Résultats

### Épreuves
| Date             | Épreuve                          | Pays     | Vainqueur              | Deuxième         | Troisième           | Leader (nations) |
| ---------------- | -------------------------------- | -------- | ---------------------- | ---------------- | ------------------- | ---------------- |
| 26-28 mars       | Grand Prix du Portugal           | Portugal | Tom Dumoulin           | Nélson Oliveira  | Gregory Brenes      | Pays-Bas         |
| 10 avril         | Tour des Flandres espoirs        | Belgique | Marko Kump             | Michael Matthews | Sven Vandousselaere | Pays-Bas         |
| 14 avril         | Côte picarde                     | France   | Viatcheslav Kouznetsov | John Degenkolb   | Pim Ligthart        | Pays-Bas         |
| 17 avril         | ZLM Tour                         | Pays-Bas | Arman Kamyshev         | Pim Ligthart     | Blaž Jarc           | Pays-Bas         |
| 26 avril-1er mai | Tour des régions italiennes      | Italie   | Enrico Battaglin       | Jan Tratnik      | Angelo Pagani       | Pays-Bas         |
| 3-6 juin         | Coupe des nations Ville Saguenay | Canada   | Luka Mezgec            | Camilo Suárez    | Benjamin King       | Slovénie         |
| 5-12 septembre   | Tour de l'Avenir                 | France   | Nairo Quintana         | Andrew Talansky  | Jarlinson Pantano   | Slovénie         |

### Classement par nations
| #  | Pays       | Pts. |
| -- | ---------- | ---- |
| 1  | Slovénie   | 106  |
| 2  | Pays-Bas   | 103  |
| 3  | France     | 90   |
| 4  | Colombie   | 77   |
| 5  | États-Unis | 61   |
| 6  | Allemagne  | 61   |
| 7  | Russie     | 57   |
| 8  | Danemark   | 56   |
| 9  | Portugal   | 49   |
| 10 | Belgique   | 48   |